# CAE Inc.
加拿大航空电子设备公司（CAE Inc.，全称Canadian Aviation Electronics，TSX：CAE, ：CAE），成立于1947年，是一家加拿大计算机模拟技术服务公司，在全球30多个国家设有分公司，公司主营业务包括航空飞行模拟、矿业开发模拟以及医疗培训设备等。

## 简介
加拿大航空电子设备公司成立于1947年3月17日（圣帕特里克节），总部位于加拿大蒙特利尔，在全球为超过190个国家的客户提供技术咨询服务。加拿大航空电子设备公司在全球30多个国家拥有100多个培训点，共8000多名员工，每年在民用航空及其它航空领域为超过100万人次提供模拟技术培训服务。此外，加拿大航空电子设备公司与牛津航空学院合作办学，每年为大量的飞行学员提供飞行训练服务；加拿大航空电子设备公司同时开展多元化技术咨询服务，在矿业开发模拟，医疗培训设备等方面为多个国家提供咨询及培训服务。
加拿大航空电子设备公司已在加拿大多伦多证券交易所和美国纽约证券交易所上市，公司2013年收益达21亿加元。

## 业务领域

### 航空飞行模拟
航空飞行模拟器是CAE自建立以来的主营业务，公司在全球44个培训点拥有210架全模拟飞行飞机，为全球超过3500家航空公司、飞机运营商、飞机制造商等提供飞行员培训，维修技师培训等专业服务。同时公司还对外提供飞行专业人员技术咨询服务，每年派出近1200名技术人员为50多家航空公司提供技术支持。CAE与牛津飞行学院合作办学。
CAE也提供民用模拟飞行器服务，每年有超过1000台模拟飞行器销往130多家航空公司。

### 矿业开发模拟
CAE矿业开采模拟器训练舱（CAE Mining）前身是英国的Datamine矿业软件公司，2010年CAE收购Datamine后将其更名为CAE Mining，使其成为旗下全资子公司，负责矿业领域的相关技术服务。CAE Mining除传统矿产模拟软件业务外，还面向国际矿业市场推出了基于航空工业技术的六自由度大型矿山设备模拟系统。此外，CAE Mining还开发研究矿山信息化系统。

### 医疗专业培训
CAE模拟医疗检测设备（CAE Healthcare）来自于2011年对METI（Medical Education Technologies, Inc.）的收购，CAE Healthcare主要从事设计和生产模拟病人、模拟手术医疗设备、模拟医疗检测设备及临床医疗管理体系。

## 公司历史
- 1947年3月17日，肯·帕特里克（Ken Patrick）在加拿大创立加拿大航空电子设备公司肯·帕特里克（Ken Patrick）
- 1951年，加拿大航空电子设备公司西部分公司建立
- 1962年，公司主营业务转型向民用模拟器市场
- 1963年，公司建立加拿大航空电子设备工业公司（CAE Industries Ltd.）
- 1977年，与美国环球航空公司建立商业合作
- 1985年，为美国国际空间站提供空间模拟及通信技术服务
- 2006年，建立航空飞行培训学校
- 2010年，收购英国Datamine公司[6]，建立矿业开发咨询模拟服务
- 2011年，公司收购METI公司[7]，建立医疗培训设备服务
- 2012年，和牛津航空学院合作[1]，建立航空飞信培训学校